# Pierre Renson
Pierre Renson est un chef décorateur belge né le 12 mars 1961.

## Filmographie
- 2006 : Le Serpent d'Éric Barbier
- 2013 : L'Écume des jours de Michel Gondry
- 2014 : Le Dernier Diamant d'Éric Barbier
- 2017 : La Promesse de l'aube d'Éric Barbier
- 2017 : La Douleur d'Emmanuel Finkiel
- 2020 : No Man's Land (mini-série) d'Oded Ruskin

## Distinctions

### Nominations
- César 2018 : César des meilleurs décors pour La Promesse de l'aube